# Saint-Laurent-du-Mottay
Saint-Laurent-du-Mottay és un municipi francès situat al departament de Maine i Loira i a la regió de País del Loira. L'any 2007 tenia 756 habitants.

## Demografia

### Població
El 2007 la població de fet de Saint-Laurent-du-Mottay era de 756 persones. Hi havia 290 famílies de les quals 72 eren unipersonals (28 homes vivint sols i 44 dones vivint soles), 87 parelles sense fills, 119 parelles amb fills i 12 famílies monoparentals amb fills.
La població ha evolucionat segons el següent gràfic:
Habitants censats

### Habitatges
El 2007 hi havia 321 habitatges, 290 eren l'habitatge principal de la família, 9 eren segones residències i 22 estaven desocupats. 298 eren cases i 23 eren apartaments. Dels 290 habitatges principals, 221 estaven ocupats pels seus propietaris, 64 estaven llogats i ocupats pels llogaters i 6 estaven cedits a títol gratuït; 1 tenia una cambra, 7 en tenien dues, 40 en tenien tres, 66 en tenien quatre i 177 en tenien cinc o més. 249 habitatges disposaven pel capbaix d'una plaça de pàrquing. A 128 habitatges hi havia un automòbil i a 143 n'hi havia dos o més.

### Piràmide de població
La piràmide de població per edats i sexe el 2009 era:
| Homes | Edats   | Dones |
| ----- | ------- | ----- |
| 0     | 95 o +  | 0     |
| 0     | 90 a 94 | 0     |
| 4     | 85 a 89 | 4     |
| 4     | 80 a 84 | 4     |
| 12    | 75 a 79 | 12    |
| 16    | 70 a 74 | 20    |
| 28    | 65 a 69 | 36    |
| 16    | 60 a 64 | 16    |
| 12    | 55 a 59 | 12    |
| 16    | 50 a 54 | 16    |
| 20    | 45 a 49 | 20    |
| 28    | 40 a 44 | 24    |
| 20    | 35 a 39 | 24    |
| 36    | 30 a 34 | 28    |
| 28    | 25 a 29 | 20    |
| 24    | 20 a 24 | 20    |
| 44    | 15 a 19 | 24    |
| 24    | 10 a 14 | 24    |
| 20    | 5 a 9   | 24    |
| 12    | 0 a 4   | 16    |

## Economia
El 2007 la població en edat de treballar era de 472 persones, 365 eren actives i 107 eren inactives. De les 365 persones actives 342 estaven ocupades (197 homes i 145 dones) i 23 estaven aturades (7 homes i 16 dones). De les 107 persones inactives 42 estaven jubilades, 35 estaven estudiant i 30 estaven classificades com a «altres inactius».

### Ingressos
El 2009 a Saint-Laurent-du-Mottay hi havia 297 unitats fiscals que integraven 773,5 persones, la mediana anual d'ingressos fiscals per persona era de 15.704 €.

### Activitats econòmiques
Dels 25 establiments que hi havia el 2007, 2 eren d'empreses alimentàries, 2 d'empreses de fabricació d'altres productes industrials, 8 d'empreses de construcció, 2 d'empreses de comerç i reparació d'automòbils, 1 d'una empresa de transport, 5 d'empreses financeres, 1 d'una empresa immobiliària, 2 d'empreses de serveis i 2 d'entitats de l'administració pública.
Dels 8 establiments de servei als particulars que hi havia el 2009, 1 era un taller de reparació d'automòbils i de material agrícola, 1 paleta, 1 guixaire pintor, 3 fusteries, 1 lampisteria i 1 electricista.
L'únic establiment comercial que hi havia el 2009 era una fleca.
L'any 2000 a Saint-Laurent-du-Mottay hi havia 28 explotacions agrícoles que ocupaven un total de 1.050 hectàrees.

## Equipaments sanitaris i escolars
El 2009 hi havia una escola elemental.

## Poblacions més properes
El següent diagrama mostra les poblacions més properes.